# Bregi Radobojski
Bregi Radobojski is een plaats in de gemeente Radoboj in de Kroatische provincie Krapina-Zagorje. De plaats telt 491 inwoners (2001).